# Paranisacantha spinulosa
Paranisacantha spinulosa is een insect uit de orde Phasmatodea en de familie Anisacanthidae. De wetenschappelijke naam van deze soort is voor het eerst geldig gepubliceerd in 1952 door Chopard.